# Slagle Ridge
Slagle Ridge är en bergstopp i Antarktis. Den ligger i Östantarktis. Nya Zeeland gör anspråk på området. Toppen på Slagle Ridge är 2 220 meter över havet, eller 106 meter över den omgivande terrängen. Bredden vid basen är 1,6 km.
Terrängen runt Slagle Ridge är mycket bergig. Trakten är obefolkad. Det finns inga samhällen i närheten. 